# Cratere Tarma
Tarma  è un cratere sulla superficie di Marte.